# Бистрец
Бистрец (чеш. Bystřec) је насељено мјесто са административним статусом сеоске општине (чеш. obec) у округу Усти на Орлици, у Пардубичком крају, Чешка.

## Становништво
Према подацима о броју становника из 2014. године насеље је имало 1.137 становника.